# Diplochora imperialis
Diplochora imperialis är en mångfotingart som först beskrevs av Henri W. Brölemann 1896.  Diplochora imperialis ingår i släktet Diplochora och familjen spoljordkrypare. Inga underarter finns listade i Catalogue of Life.